# Fabian Toppo
Fabian Toppo (ur. 21 grudnia 1960 w Darupisa) – indyjski duchowny rzymskokatolicki, biskup Jalpaiguri od 2025.

## Życiorys
Święcenia kapłańskie przyjął 3 grudnia 1994 roku i został inkardynowany do diecezji Jalpaiguri.

### Episkopat
8 lutego 2025 papież Franciszek mianował go biskupem diecezji Jalpaiguri. Sakry udzielił mu 1 maja 2025 metropolita Kalkuty – arcybiskup Thomas D’Souza.